# Anja Topf

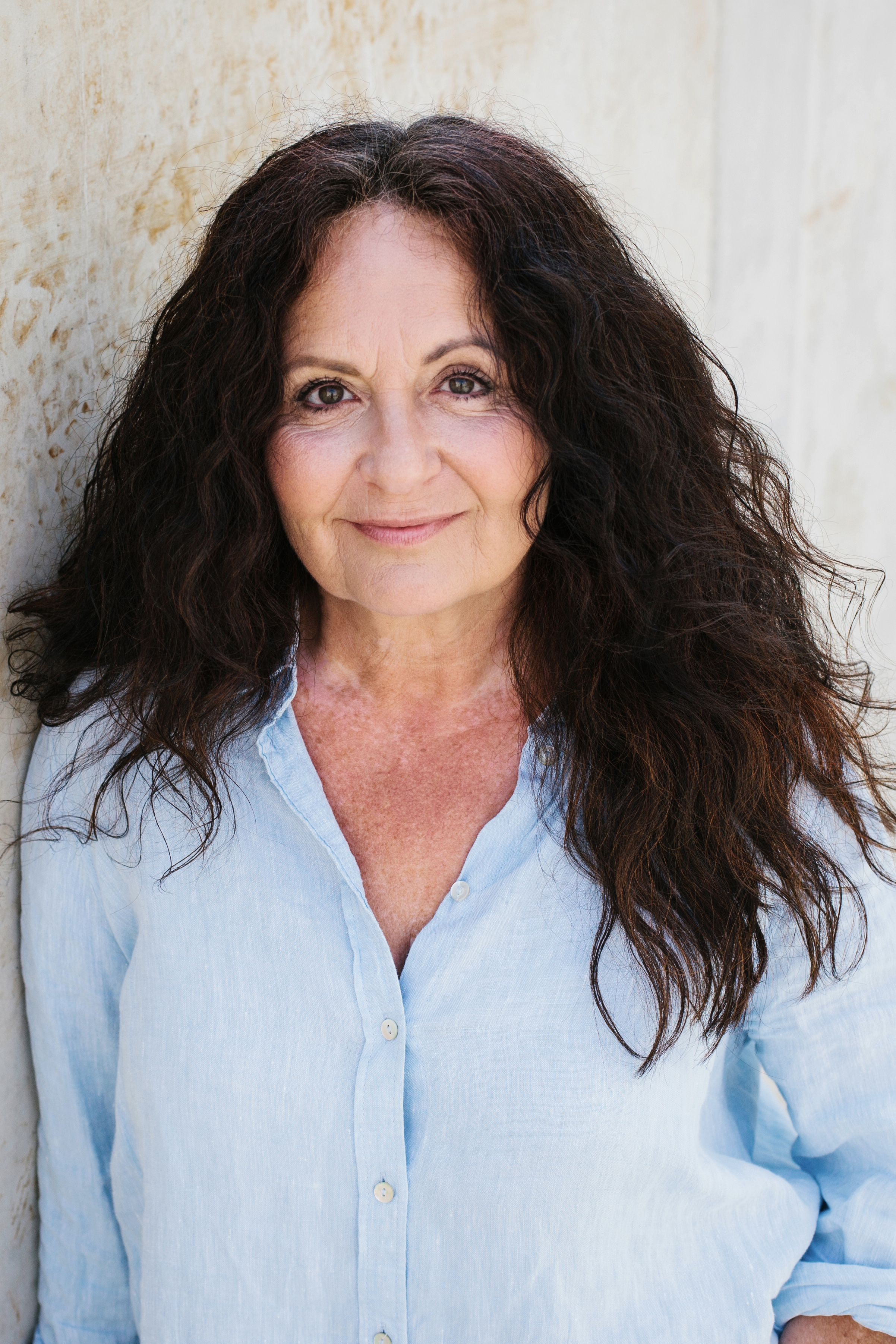
Schauspielerin, Sprecherin und Synchronregisseurin Anja Topf

Anja Topf (* 11. Mai 1968 in Wien) ist eine österreichische Schauspielerin, Sprecherin und Synchronregisseurin.

## Wirken

### Theater
Im Alter von 16 Jahren begann Anja Topf an Wiener Theaterbühnen zu agieren und wirkte unter anderem am Raimundtheater in der Singspielproduktion Im weißen Rößl mit. Ihrer Matura folgte eine Schauspielausbildung bei Susi Nicoletti, Karl Paryla, Maria Becker und Götz Kauffmann, welcher sich ein erstes Engagement am Münchner Volkstheater anschloss. Weitere Stationen waren das Ernst Deutsch Theater und das Winterhuder Fährhaus in Hamburg, das Theater Heilbronn, die Kreuzgangspiele Feuchtwangen und das Theater am Kurfürstendamm in Berlin. Drei Jahre lang war sie festes Ensemblemitglied der Bad Hersfelder Festspiele, im Rahmen derer sie für ihre Darstellung der Lachmarie in Shakespeares Was ihr wollt den Publikumspreis erhielt.

### Film und Fernsehen
Als Fernsehdarstellerin übernahm Anja Topf unter anderem Gastrollen in einer Reihe deutscher Serien, darunter in Ein Fall für Zwei, Der Ermittler, Die Strandclique und In aller Freundschaft. 
Zwischen 1999 und 2004 spielte Anja Topf in der Krankenhausserie Alphateam – Die Lebensretter im OP die Laborassistentin Veronika Bleibtreu für 142 Folgen.
Anja Topf gehört neben Jens Wawrczeck, Herbert Trattnigg und Olaf Kreutzenbeck zu den Gründungsmitgliedern des Ensembles Die Filmausleser, das erfolgreich verfilmte, jedoch in Vergessenheit geratene, vernachlässigte oder im deutschsprachigen Raum unveröffentlichte Theaterstücke in szenischen Lesungen darstellt.

### Hörspiel
Neben ihrer Tätigkeit als Theater- und Filmschauspielerin wirkte Anja Topf bislang in zahlreichen Hörspielproduktionen mit, unter anderem in Bob der Baumeister, Die drei ???, Ein Fall für TKKG und Rache zeugt die schönsten Morde.

## Privatleben
Anja Topf lebt in Hamburg und ist Mutter der Schauspielerin und Synchronsprecherin Sophie Lechtenbrink, die aus einer Ehe mit ihrem 24 Jahre älteren Schauspielkollegen Volker Lechtenbrink stammt.